# Ферати, Арианит
Арианит Ферати (нем. Arianit Ferati; 7 сентября 1997 года, Штутгарт, Германия) — немецкий футболист, полузащитник клуба «Вальдхоф».

## Клубная карьера
С 2001 года находится в системе «Штутгарт», главной команды своего родного города. Перед сезоном 2015/16 был привлечен к основной команде. 31 июля 2015 года дебютировал в Третьей немецкой лиге за вторую команду «Штутгарта» в поединке против команды «Пройссен Мюнстер».
12 сентября 2015 года дебютировал в Бундеслиге, в поединке «Штутгарта» против «Герты», выйдя на замену на 75-й минуте вместо Даниэля Дидави. 11 октября 2015 года продлил свой контракт до 2020 года.
В сезоне 2017/18 годов провёл за «Гамбург II» 13 игр, в которых забил 4 гола.
В сезоне 2019/20 Арианит Ферати расторг контракт с «Гамбургом» и перешел в команду третьего дивизиона «Вальдхоф». Контракт был подписан до 30 июня 2021 года.

## Международная карьера
С 2013 года привлекался в молодежные и юношеские сборные Германии. Выступал за юношескую сборную Германии до 17 лет на чемпионате Европы соответствующих возрастов 2014 года.
4 сентября 2015 года дебютировал за юношескую сборную Германии до 19 лет в поединке против молодых англичан.